# Angtoria
Angtoria ist eine schwedisch-britische Symphonic-Metal-Band.

## Bandgeschichte
Die Band wurde im Jahr 2001 von Sarah Jezebel Deva und Chris Rehn gegründet, ursprünglich war ein rein orchestrales Projekt geplant. Ein Jahr später war eine erste Demo entstanden. Mit dem Eintritt von Tommy Rehn, Chris Rehns Bruder, als zweitem Gitarristen entwickelte sich die Musik der Band hin zu Metal mit symphonischen Elementen. Im Jahr 2005 unterschrieb die Band einen Vertrag mit Listenable Records. Dave Pybus, wie Sarah Deva Mitglied von Cradle of Filth und darüber hinaus zeitweise aktiv bei Anathema, stieß als Bassist zu Angtoria. Im November 2005 begann die Band in den Sidelake Studios in Sundsvall mit den Aufnahmen zum Debütalbum, der Schlagzeuger Andreas Brobjer und Richard Andersson am Keyboard halfen als Studiomusiker aus, Aaron Stainthorpe von My Dying Bride wirkte als Gastsänger mit. Nach den Aufnahmen kam John Henriksson von My Own Grave als Schlagzeuger zu Angtoria. Das Debütalbum God Has a Plan for Us All erschien im April 2006, zum Titelstück wurde ein Video unter Regie von Måns Berthas gedreht. Eines der Lieder aus diesem Album hieß Confide In Me und ist eine Coverversion eines Liedes von Kylie Minogue aus dem Jahr 1994.
Seit dem Debütalbum im Jahre 2006 wurden keine weiteren Titel produziert, Sarah J. Deva sagte jedoch in einem Interview im September 2010, dass Angtoria noch immer zusammen seien, sie sich nun jedoch zuerst auf ihr Soloprojekt Sarah Jezebel Deva konzentriere, mit dem sie auch die Angtoria-Songs live spielt.

## Stil
Angtoria spielt typischen Symphonic Metal mit weiblichem Gesang, Orchester- und Chor-Parts und eingängigen Melodien. Der All Music Guide hebt den umfassenden Einsatz orchestraler Stimmen hervor und sieht Angtoria damit in einer Reihe mit Rhapsody of Fire, After Forever und Dimmu Borgir, während Vampster kritisiert, dass die Band „im Vergleich zu anderen Symphonic Metal Bands, die mit einer Frontdame ausgestattet sind, […] kaum heraus[sticht]“ (Christian Wögerbauer für Vampster). Auch bei der Bewertung des Gesangs sind sich die beiden Onlinemagazine uneins; Während der All Music Guide Sarah Jezebel Deva zugesteht, sie würde „die stimmlichen Bedürfnisse jedes Songs sowohl in Technik als auch Emotion exakt erfüllen, ohne jemals in die opernhafte Angeberei ihrer divenhaften Kollegen zu verfallen“, kritisiert Vampster, sie würde „unaufhörlich auf identische Weise die Ohren [umschmeicheln]“. Auch Stefan Popp von Metal1.info wünscht sich etwas mehr Abwechslung beim Gesang, bewertet ihn aber im Allgemeinen als gut.

## Diskografie
- 2002: Torn Between Two Worlds (Demo)
- 2004: Across Angry Skies (Demo)
- 2006: God Has a Plan for Us All (Album)